# Jef Raskin

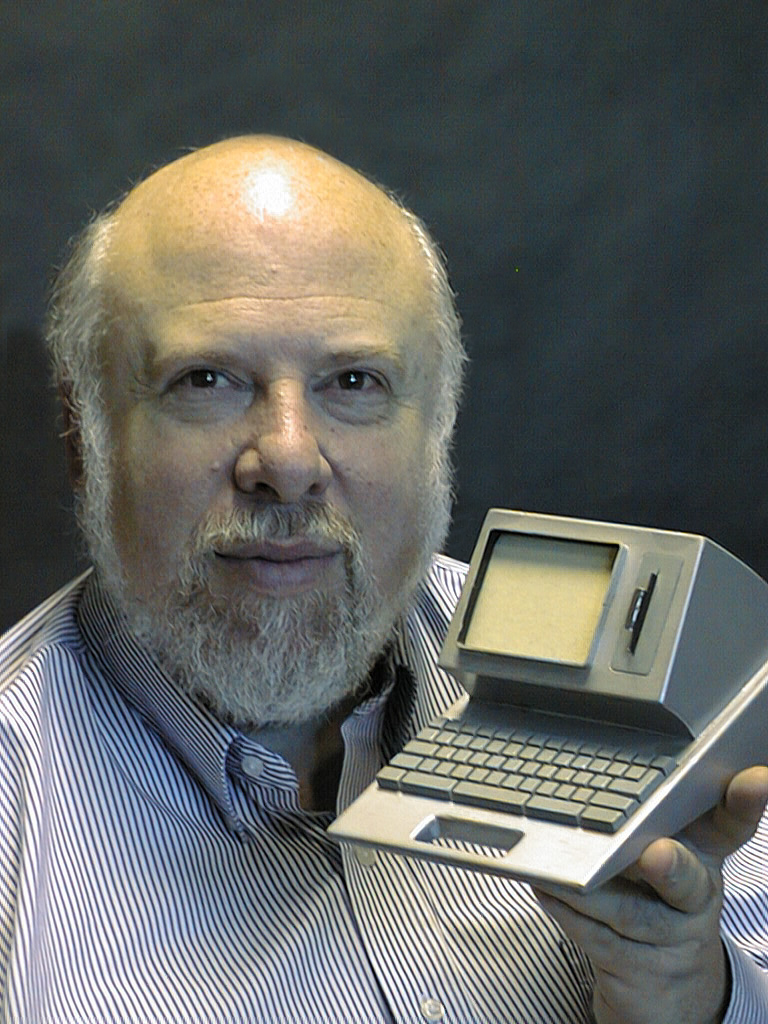
Jef Raskin z modelem komputera Canon Cat

Jef Raskin (ur. 9 marca 1943, zm. 26 lutego 2005) — amerykański projektant oraz ekspert z dziedziny interakcji człowieka z komputerem. Pomysłodawca komputera Macintosh firmy Apple.
Autor książki The Humane Interface.

## Wczesne życie i edukacja
Jef Raskin urodził się w Nowym Jorku w rodzinie żydowskiej. Uzyskał licencjat z matematyki i fizyki na Stony Brook University. W 1967 roku otrzymał tytuł magistra z informatyki na Uniwersytecie Stanu Pensylwanii. Następnie został doktorantem na tej uczelni, na kierunku logika matematyczna. Mimo ukończenia pracy doktorskiej, uczelnia nie uzyskała akredytacji, przez co nie uzyskał tytułu naukowego.
Raskin zapisał się na studia muzyczne na Uniwersytecie Kalifornijskim w San Diego. Pracował tam na stanowisku adiunkta, na wydziale Sztuk Wizualnych.

## Życie prywatne
Jef Raskin ożenił się z Linda S. Blum. Mieli troje dzieci. Jef zmarł na raka trzustki.